# 추풍령 고속버스 추락 참사
추풍령 고속버스 추락 참사는 1970년 8월 21일 오후 8시 10분 경상북도 금릉군 (현 김천시) 봉산면 경부고속도로 추풍령 휴게소 부근에서 대구에서 대전으로 향하던 한진고속 (현.동양고속) 소속의 고속버스가 운전기사의 운전 부주의로 인해 사고를 내면서 25명이 사망하고 22명이 부상당한 경부고속도로 개통 이래 첫 버스 교통 사고이자 참사였다.

## 사고 개요
사고는 경부고속도로에서 해발 고도가 가장 높은 지점인 추풍령 휴게소(해발200m) 부근에서 발생했다. 추풍령 휴게소 부근의 도로는 커브길로 이어지면서 버스를 운전하기에 애로사항이 많은 지점이었다. 목격자에 따르면 운전기사는 휴게소에 진입하기 전 헤드라이트를 끈 채 룸 라이트(실내등)로 바꾸어 실내 조명에 의해 눈이 부신 상태에서 간판만 주시하다 벼랑을 보지 못하고 추락한 것으로 추정된다. 또 커브길에서 핸들을 너무 많이 꺾은 것이 화를 불렀고 결국 42m 높이의 낭떠러지로 세 바퀴를 굴러 추락해 사고를 냈다. 이 사고로 운전기사와 고속버스 안내양 등 15명이 그 자리에서 즉사하고 나머지 10명은 병원으로 가던 중 사망했다. 당시 사고 현장은 "피투성이 시체와 부상자들의 신음소리로 차마 볼 수 없었다"고 한다. 당시 사고 버스는 미쓰비시 후소 트럭·버스의 B905N였다.
이 사고는 대한민국에 고속도로를 건설한 이래 첫 교통사고 참사였고, 또 첫 버스 사고였다.